# Răzvan Andronic
Răzvan Andronic (Cluj-Napoca, 7 gennaio 2000) è un calciatore rumeno, centrocampista del Vulturul Mintiu Gherlii.

## Caratteristiche tecniche
È un esterno destro.

## Carriera
Cresciuto nell'Ardealul Cluj, nel 2019 viene acquistato dal Botoșani con cui debutta fra i professionisti giocando il match di Liga I vinto 2-0 contro l'FCSB, dove realizza la prima delle due reti. Il 20 febbraio 2020 passa al CFR Cluj, dove però non riesce a trovare spazio; al termine della stagione viene ceduto in prestito all'Acad. Clinceni.

## Statistiche
Statistiche aggiornate al 19 febbraio 2021.

### Presenze e reti nei club
| Stagione        | Squadra         | Campionato      | Campionato | Campionato | Coppe nazionali | Coppe nazionali | Coppe nazionali | Coppe continentali | Coppe continentali | Coppe continentali | Altre coppe | Altre coppe | Altre coppe | Totale | Totale | Totale |
| Stagione        | Squadra         | Comp            | Pres       | Reti       | Comp            | Pres            | Reti            | Comp               | Pres               | Reti               | Comp        | Pres        | Reti        | Pres   | Reti   |        |
| --------------- | --------------- | --------------- | ---------- | ---------- | --------------- | --------------- | --------------- | ------------------ | ------------------ | ------------------ | ----------- | ----------- | ----------- | ------ | ------ | ------ |
| 2019-gen. 2020  | Botoșani        | L1              | 8          | 1          | CR              | 1               | 0               |                    | -                  | -                  |             | -           | -           | 9      | 1      |        |
| gen.-giu. 2020  | CFR Cluj        | L1              | 0          | 0          | CR              | 0               | 0               |                    | -                  | -                  |             | -           | -           | 0      | 0      |        |
| 2020-2021       | Acad. Clinceni  | L1              | 17         | 1          | CR              | 1               | 0               |                    | -                  | -                  |             | -           | -           | 18     | 1      |        |
| Totale carriera | Totale carriera | Totale carriera | 25         | 2          |                 | 2               | 0               |                    | -                  | -                  |             | -           | -           | 27     | 2      |        |